# North Shore City
North Shore City (informellt North Shore eller bara The Shore) var till 2010 en av de fyra sammanvuxna stadskommuner som utgjorde Aucklands storstadsområde. North Shore City låg norr om den mest centrala kommunen, Auckland City, skild från denna av ett sund. Staden var Nya Zeelands fjärde största stad, både till ytan och till invånarantal. Sedan 2010 utgör Aucklandregionen en enda kommun.

## Historia
Ända in på 1950-talet var North Shore City ett lantligt område, med en befolkning på omkring 50 000 personer. Förändringen kom när Auckland Harbour Bridge byggdes 1959 och förbättrade kommunikationerna med Auckland City.
Under 2000-talets första årtionde växte staden snabbt och den uppskattade folkmängden 2009 var över 225 000, 20 000 fler än 2006. Staden låg väl över den genomsnittliga inkomsten per capita för landet och toppade tillväxtligan när det gäller nya företag. Ungefär 10 procent av befolkningen består av sydafrikaner som utvandrat under senare år.